# Prezentizem
Prezentizem pomeni prisotnost na delovnem mestu, kljub delavčevemu slabemu počutju, bolezni ali motečim dejavnikom iz osebnega življenja. Običajno ima negativen prizvok, saj kljub temu, da je delavec fizično prisoten, to še ne pomeni, da je pri tem tudi učinkovit in motiviran za delo. Pogosto se ga povezuje z absentizmom, ki je v organizacijski literaturi bolj poznan in raziskan pojem. Prezentizem ima več vpliva na celokupno izgubo produktivnosti kot absentizem (po nekaterih ugotovitvah kar 1,8 krat), zaradi česar bi lahko uspešno obvladovanje vodilo do primerjalne prednosti .
Organizacije se prezentizma pogosto niti ne zavedajo ali mu ne pripisujejo zadostnega pomena, saj škodljive posledice niso vidne neposredno, temveč se pokažejo šele v daljšem časovnem obdobju. Najpogosteje se pokažejo kot vplivi na zdravje delavcev, ki imajo za posledico zmanjšanje produktivnosti, kažejo pa se tudi kot stroški v smislu izgube efektivnega delovnega časa.

## Opredelitev
Johns (2012)  je sestavil pregled razumevanja in opredeljevanja pojma »prezentizem«. Opredelitve se sicer razlikujejo, vendar pa je bistvo večine zmanjšana učinkovitost, kot posledica različnih dejavnikov, čeprav je delavec fizično prisoten na delu.
| Definicije prezentizma | Avtor                                                              |
| --- | ------------------------------------------------------------------ |
| Prihod na delo, v nasprotju z izostankom z dela. | Smith (1970)                                                       |
| Izkazovanje izjemne oziroma nenehne prisotnosti. | Canfield in Soash (1955); Stoltz (1993)                            |
| Delanje nadur, čeprav niso potrebne ali so neučinkovite (npr. zaradi izgorelosti).                                                                                            | Simpson (1998); Worrall, Cooper in Campbell (2000)                 |
| Odklanjanje dela za skrajšan delovni čas v nasprotju z delom za polni delovni čas.                                                                                            | Sheridan (2004)                                                    |
| Prihod na delo, kljub slabemu počutju ali drugim dejavnikov, ki bi običajno imeli za posledico odsotnost (npr. problemi z varstvom otroka).                                   | Evans (2004); Johansson in Lundberg (2004)                         |
| Zmanjšana delovna produktivnost zaradi zdravstvenih problemov. | Turpin, Ozimnkowski, Sharda, Collins, Berger, Billotti idr. (2004) |
| Prihod na delo, kljub slabemu počutju. | Aronsson, Gustafsson in Dallner (2000); Dew, Keefe in Small (2005) |
| Zmanjšana učinkovitost pri delu kot posledica problemov z zdravjem ali drugih dogodkov, ki motijo delavčevo pozornost in imajo posledično vpliv na zmanjšanje produktivnosti. | Hummer, Sherman in Quinn (2002); Whitehouse (2005)                 |
| Nekoriščenje bolniškega staleža, ko je delavec bolan. | Kivimäki, Head, Ferrie, Hemingway, Shipley, Vahtera idr. (2005)    |
| Prihod na delo, čeprav bi bilo za delavca bolje, da bi ostal doma. | Kralj idr. (2011)                                                  |

## Kratka zgodovina
Že v 50. letih 19. stoletja so raziskovalci skušali oceniti izgubo produktivnosti kot posledico prezentizma. Ta pojem se je skozi leta definiral, kot problematično področje pa so ga začeli zaznavati, ko je zaposleni skušal opraviti svoje delo, četudi je bil pravzaprav bolan (ali so bile prisotne motnje zaradi katerih se ni mogel osredotočiti na delo). Več pozornosti se problematiki namenja šele v zadnjih letih 20. stoletja, ko je beseda »prezentizem« začela označevati nekoga, ki dela na sub-optimalnem nivoju. 
Izraz »prezentizem« je leta 1990 uporabil profesor Cary Cooper za opis prekomernega dela in občutka varnosti zaposlitve ob prestrukturiranju in krčenju obsega dela. Sprva izraz torej ni bil povezan z odhodom na delo, kljub bolezni, naj bi pa delavci, ki so pogosto delali nadure, sčasoma zboleli.

## Povezani dejavniki

### Napovedniki
Ob zdravstvenih težavah se delavec odloča, ali bo ostal doma, ali pa bo odšel na delo. Odločitev je odvisna od mnogih dejavnikov, S. Prešiček (2013) navaja naslednje:
- demografski dejavniki (spol, starost, stopnja izobrazbe in ali ima delavec otroke, ali ne) [8]
- dejavniki, ki so povezani z delom (organizacijska struktura, značilnosti dela, stalnost zaposlitve in ureditev delovnega časa) [8]
- osebni dejavniki (finančna in družinska situacija, stališča ter osebnostne značilnosti) [8]
- dejavniki družbe (odzivanje na družbeni sistem in ekonomska kriza) [8]

### Dejavniki tveganja
Aronsson, Gustafsson in Dallner (2000)  so v študiji ugotovili, da je prezentizem pogostejši pri poklicih s področja nege in izobraževanja, povezan naj bi bil z nižjim mesečnim dohodkom, občutkom nenadomestljivosti in pogostejši pri delavcih, ki poročajo o bolečinah v vratu ter utrujenosti ali rahli depresiji.
Prezentizem je pogostejši pri zaposlenih z majhnimi otroki, tistimi, ki so slabše plačani, ki imajo slabše zdravstveno stanje ali kronične bolezni ter pri tistih, ki v primeru preobremenjenosti težko postavijo meje. Najpogosteje se prezentizem pojavi zato, ker imajo zaposleni občutek, da si ne morejo dopustiti dneva izostanka oziroma nimajo nikogar, ki bi v primeru odsotnosti prevzel njihovo delo in jih tako ob vrnitvi, čaka še večja količina dela, ali pa so v skrbeh za varnost svoje zaposlitve. 
Kadar gre na delovnem mestu za velike obremenitve ali odgovornost, ko so zaposlenih v skrbeh za zaposlitev ali njihove delovne vloge niso jasno definirane pa tudi, če so v službi dobri delovni odnosi ali se zaposlen počuti visoko samozadostnega, je večja verjetnost za pojav prezentizma. Na drugi strani pa je ob zavedanju varnosti zaposlitve, socialni podpori in jasno definiranih vlogah, zlasti avtoritete vodenja in odločanja, prezentizem prisoten v manjši meri.

### Vzroki za pojav

#### Politika dela v organizaciji
V domeno te skupine tako sodijo plača, nadzor prisotnosti na delu, stalnost zaposlitve, krčenje obsega proizvodnje in s tem zmanjševanje števila zaposlenih in plačilo nadomestila odsotnosti z dela zaradi bolezni. 

#### Značilnosti dela
Sem se uvrščajo dejavniki zahtev dela (kognitivni, fizični in socialni vidiki), enostavnosti prenosa delovnih obremenitev (delo se ne kopiči), možnost nadzora poteka dela ter timsko delo. 

#### Dejavniki kulture
V to skupino sodijo dejavniki, ki se nanašajo na odnos do odsotnosti z dela in posledično do tolerance prezentizma. Ti dejavniki se razlikujejo glede na poklic (bolj razširjeni so na primer pri medicinskih sestrah, učiteljih v osnovni šoli in podobno).

## Vrste
Glede na glavne vzroke lahko ločimo več vrst prezentizma, med pomembnejšimi so:

### Zdravstveni prezentizem
Gre za pojav, ko zaposlen pride na delovno mesto, kljub temu da bi zaradi bolezni (ali poškodbe oziroma resnosti osebne okoliščine) lahko ostal doma. V to vrsto uvrščamo predvsem prihod, kljub temu, da je zaposleni prehlajen, kašlja oziroma se pri njem pojavlja virusna infekcija, ali pa gre za kronične bolezni oziroma psihično bolezen in drugi primeri, ko bi bilo za posameznika bolje, da bi ostal doma in koristil opravičeno odsotnost z dela.

### Prezentizem čezmernega dela
Pri tej vrsti gre za delanje nadur, čeprav bi lahko delo zaposleni opravili v rednem delovnem času, običajno pa se pojavlja, ker imajo zaposleni občutek, da mora delati več, zaradi velike količine dela in kljub temu, da njegova delovna učinkovitost upade. Zaposlenega k temu vodi nezaupanje v svoje zmožnosti in učinkovitost ter občutek, da nečesa ni opravil, pogosto pa se zgodi, da taki delavci v službo prihajajo tudi v času dopusta.

### Druge oblike »odsotnosti«z dela – npr. prezentizem kriznih situacij
Tu gre za to, da posameznik je fizično prisoten, vendar ne dosega pričakovane učinkovitosti, vzroki pa niso neposredno povezani z njegovim fizičnim ali psihičnim zdravstvenim stanjem. Ko govorimo o prezentizmu kriznih situacij, gre za povezanost s kriznimi dogodki v življenju zaposlenega (npr. smrt v družini), ki otežujejo osredotočenost na delo, saj je zaposlen med delovnim časom z mislimi pri problemih, ki ga obremenjujejo. 

## Posledice
Najpogostejše bolezni, ki imajo za posledico prezentizem so: alergije, stres, izgorevanje, depresija, astma in respiratorna obolenja, gastrointestinalne bolezni, kronična bolečina, artritis, sladkorna bolezen, bolečine v hrbtenici ter migrena in druge oblike glavobolov.
Prezentizem negativno vpliva tudi na posameznikovo blagostanje, zdravje, produktivnost ter ravnotežje med delom in prostim časom. Najočitneje pa na upad produktivnosti vpliva prek anksioznosti, depresivnosti in stresa, ki je povezan z delom, saj to prispeva k izgubi delovnih dni, čeprav so zaposleni pravzaprav prisotni na delovnem mestu. 
Ena od posledic se lahko kaže kot večji vložek časa in napora bolnih zaposlenih v primerjavi z zdravimi, da dosežejo enak učinek, ali pa da trpi produktivnost celotnega kolektiva, saj zdravi pomagajo bolnim ali pa ker bolni lahko prenesejo nalezljive bolezni na sodelavce in stranke. 
V povezavi s prezentizmom se veliko pozornosti še vedno namenja ocenam izgube produktivnosti, ki jo povzroča, saj na delodajalca prenese ekonomsko breme. Stroški, ki jih prezentizem povzroča naj bi celo presegli neposredne zdravstvene stroške, k temu pa v največji meri doprinesejo depresija in ostale mentalne bolezni.
Obstaja pa tudi pozitivni prezentizem, ki vpliva na delovno zagnanost, delovni entuziazem, veča motivacijo za delo in delovno energijo ter delovno učinkovitost.

## Merjenje
V Evropi so se raziskave prezentizma osredotočile predvsem na pogostost prezentizma kot posledice skrbi za zaposlitev in drugih dejavnikov dela, Američani pa so več poudarka namenili raziskavam vplivov prezentizma na produktivnost.
Ocenjevanje pogostosti prezentizma običajno poteka na dva načina: v obliki ocenjevanja prezentizma samega oziroma merjenje z merami zmanjšane delovne učinkovitosti. 

### Merjenje prezentizma samega
Najpogosteje se v raziskavah poslužujejo enega vprašanja, ki se nanaša na številčno izraženo delavčevo prisotnost na delovnem mestu, kljub temu, da bi bili upravičeni do bolniškega dopusta v zadnjih 12 mesecih. Kolikokrat se mora tovrstno dejanje ponoviti, da gre za prezentizem, pa se je razlikovalo od raziskave do raziskave: nekateri so kot mejo vzeli vsaj dvakratno pojavitev, drugi večkratno in podobno. Tovrstni način merjenja ne omogoča natančne ocene prezentizma.

### Merjenje zmanjšane delovne produktivnosti kot posledice
Izgubo produktivnosti, ki je posledica prezentizma, je težko identificirati in meriti. Najpogosteje se uporablja samoporočanje, zlasti Stanfordsko lestvico prezentizma (Stanford Presenteeism Scale- Stanford SPS-6) . Drugi instrumenti s katerimi se meri prezentizem pa so še: Endicottova lestvica delovne produktivnosti (Endicott Work Productivity Scale-EWPS), Kratek inventar delovne produktivnosti (Work Productivity Short Inventory-WPSI), Vprašalnik delovne produktivnosti in zmanjšane učinkovitosti (Work Productivity and Activity Impairment Questionnaire-WPAI), Intervju o delu in zdravju (Work and Health Interview-WHI), Vprašalnik omejitev pri delu (Work Limitations Questionnaire-WLQ), Vprašalnik za oceno zdravja in dela (Health and Labour Questionnaire-HLQ), Vprašalnik ocene zdravja in zaposlitve (Health and Work Questionnaire-HWQ), Vprašalnik za oceno zdravja in delovne učinkovitosti (Health and Work Performance Questionnaire-HPQ). 
Običajno vprašalniki delavce sprašujejo o njihovem zdravju in o oceni vplivov zdravja na njihovo produktivnost, razlikujejo pa se po splošnosti (eni se nanašajo na splošno zdravstveno stanje, drugi pa vključujejo specifične zdravstvene težave kot na primer: gripa, glavoboli ali stres) in številu vključenih vprašanj. V grobem bi tovrstne mere lahko razdelili v tri področja:
- ocena neproduktivnega delovnega časa – tovrstne ocene vključuje le malo instrumentov (npr. Work Productivity Short Inventory). Posameznik naj bi navedel lastno oceno neproduktivno izrabljenega časa, kot posledice zdravstvenih težav[14].
- ocena obsega zaznane neučinkovitosti - nanašajo se na delavčevo oceno v kolikšni meri jih njihova zdravstvena težava ovira pri izpolnjevanju delovnih dolžnosti (sem se uvrščajo: Health and Productivity Questionnaire, Health and Work Questionnaite, Stanford Presenteeism Scale, Work Limitations Questionnaire in Work Productivity and Activity Impairment Questionnaire)[14].
- primerjava učinkovitosti, uspešnosti in produktivnosti – nanaša se na oceno tega, v kolikšni meri se posameznikovo delo razlikuje od njegovega običajnega, oziroma od drugih (primerjalno). Ta način je vključen v Health and Work Questionnaire in v Health and Productivity Questionnaire[14].

## Ukrepi za zmanjšanje
Najpogosteje se omenja analize zdravstvenih stanj za posamezno podjetje in na podlagi tega izdelani ustrezni izobraževalni programi za obvladovanje specifičnih bolezni, ki se pojavljajo. Pomembna je tako prevencija in osveščanje zaposlenih o obvladovanju stresa, zdravem načinu življenja ter varnosti na delovnem mestu, prav tako pa se morajo tudi delodajalci zavedati vplivov prezentizma in stroškov, ki jih povzroča. Zato je zelo pomembna organizacijska kultura in način upravljanja s človeškimi viri, saj se tako zagotovi ustrezna izobraženost zaposlenih in skrb delodajalcev za znižanje stroškov prezentizma (npr. programi za zdravje, pomoč zaposlenim z zdravstvenimi težavami pri vračanju na delo po bolezni, investicije v zdravstvene preglede in podobno). Podobno omenja tudi HERO (Health Enhancement Research Organization, 2012), ki ugotavlja, da je ključno oblikovanje strategij upravljanja z zdravjem, kjer bo delavec aktivno vključen in bodo prisotne spodbude ter podpora za vzdrževanje in izboljšanje zdravja. Vse bolj se namreč kaže, da programi, ki so namenjeni ohranjanju zdravja, lahko vplivajo na zmanjšanje prezentizma.

## Ugotovitve v Sloveniji
V največji meri je prezentizem prisoten med zaposlenimi z nižjim dohodkom, pogost pa je tudi med strokovnimi in vodstvenimi delavci. Največkrat se zaposleni za prihajanje na delovno mesto, kljub bolezni, odločijo zaradi strahu pred znižanjem plače ali odvzemom ugodnosti in bojazni, da se bo v njihovi odsotnosti delo preveč nakopičilo oziroma, da njihovih obveznosti ne more prevzeti nihče drug (npr. vodenja). Prihod bolnega delavca na delo lahko vpliva tudi na sodelavce (npr. širjenje nalezljivih bolezni ali obremenjevanje drugih z osebnimi problemi), kar vodi v zmanjšanje njihove učinkovitosti. 
A. Kanjuo Mrčela in Ignjatović (2012) navajata, da slovenski delavci, v primerjavi s povprečjem na ravni EU 27, delajo več, doživljajo več negotovosti v zvezi z zaposlitvijo, so manj zadovoljni z delovnimi razmerami, absentizem je redkeje prisoten, več pa je prezentizma. 
Ugotovljeno je bilo, da prostorska in časovna fleksibilnost delovnega časa nista glavna dejavnika vpliva na prezentizem, prav tako ne ambicioznost, saj posamezniki, ki imajo občutek, da morajo biti nenehno prisotni na delovnem mestu ali opravljati nadure, ne prihajajo pogosteje na delo z zdravstvenimi težavami, kot zaposleni, ki tega občutka nimajo. Podobno tudi varnost zaposlitve ni odločilen dejavnik. Kot nepomembno pri preprečevanja pojava prezentizma se je izkazalo izobraževanje na področju zdravstva, brezplačna (ali subvencionirana) cepljenja, nudenje wellness programov ali drugi načini podpiranja zdravega načina življenja zaposlenih. Preobremenjenost in občutek zaposlenih, da se delo kopiči in da morajo še veliko postoriti, pa posameznike pogosto vodi do občutka, da ni časa, da bi bili odsotni, ne zaradi zdravstvenih, ne zaradi drugih (osebnih) razlogov).